# 表面分凝
表面分凝是只在某些情況下，合金中的特定金屬會凝聚再合金的表面，例如金屬鎳中極微量的銅會分凝到表面上去，而不銹鋼經過特定的熱處理後，裡面的鉻也會凝結到表面。對表面分凝的現象解釋，是在一百多年前吉布斯·J·W的固體和液體的表面勢力學理論所提出的，吉布斯指出表面分凝的現象會產生是因為合金之間的原子小不同，而引起的點陣應變能。目前用表面分析的方法來研究表面分凝是直接和可靠的方法，例如用X射線電子譜、離子散射譜、背散射譜等方法來探測表層和表面數層內的元素組分的分布狀況。